# Cathartiformes
Cathartiformes es un orden de aves rapaces diurnas, compuesto por 2 familias, una extinta y la otra aún con representantes vivientes, cuyos integrantes son denominados buitres del Nuevo Mundo.  

## Taxonomía
Descripción original
Este taxón fue descrito originalmente en el año 1884 por el cirujano, historiador y ornitólogo estadounidense Elliott Coues.

### Historia taxonómica y relaciones filogenéticas
Este orden tiene una historia taxonómica con mucha inestabilidad. Hubo un período de tiempo en el cual, sobre la base de la clasificación de Sibley-Ahlquist, se lo incorporó, junto con las demás rapaces diurnas y la familia de las cigüeñas (Ciconiidae), al orden Ciconiiformes. Otros consideraron a Cathartidae incluido en Ciconiiformes, manteniendo las restantes rapaces diurnas en Falconiformes.
Tradicionalmente (por ejemplo, en la Clasificación de Clements), se incluyó a sus integrantes, junto con las restantes rapaces diurnas, en un amplio orden: Falconiformes. Posteriormente se demostró su lejanía genética respecto a un concepto acotado de Falconiformes y más próximos a Accipitriformes, sin embargo, la temprana división (entre 69 y 60 Ma) entre ambos justifica considerarlos órdenes independientes.
Origen
El origen del clado todavía es incierto, sin embargo, podría haber sido en Sudamérica, ante los numerosos hallazgos allí de gran cantidad y diversidad de catártidos fósiles en el Mioceno y el Plioceno temprano. Esta hipótesis se sustenta también en el hecho de que Teratornithidae parece ser del mismo modo un grupo de origen sudamericano.

## Subdivisión y características
Este orden se compone de 2 familias:
- Cathartidae Lafresnaye, 1839 catártidos o buitres del Nuevo Mundo
- † Teratornithidae L. H. Miller, 1909 teratornítidos.

Los buitres del Nuevo Mundo todavía mantienen varias especies vivientes, actualmente limitadas geográficamente al continente americano, las cuales tienen una dieta especializada en carroña, la cual detectan mediante vuelos exploratorios en los cuales emplean prolongados planeos, sostenidos por corrientes térmicas. Los componentes de la otra familia, Teratornithidae, eran grandes rapaces conocidas de estratos depositados desde Mioceno hasta el Pleistoceno, cuyos integrantes están todos extintos. Entre sus miembros se encuentra una de las aves voladoras más grandes que hayan existido, Argentavis magnificens, a la que se le calculó una envergadura alar de alrededor de 7 metros y un peso de 70 kg.